# 拉萨尔堂区
拉薩爾堂區（英語：La Salle Parish）是美國路易西安納州中部的一個堂區。面積1,716平方公里。根據美國2000年人口普查，共有人口14,282人。治所吉納。
成立於1908年7月13日。堂區名紀念法國探險家勒內-羅貝爾·卡弗利耶·德·拉薩勒（René-Robert Cavelier, Sieur de La Salle）。